# Hendrik XXVII van Schwarzburg
Hendrik XXVII (13 november 1440 - 24 december 1496), uit het Huis Schwarzburg-Blankenburg, was vanaf 1463 als Hendrik II aartsbisschop van Bremen en vanaf 1465 tot zijn dood als Hendrik III bisschop van Münster.

## Biografie
Hendrik XXVII was de tweede zoon van Hendrik XXVI van Schwarzburg en Elisabeth, een dochter van Adolf II van Kleef. Hij werd al op jonge leeftijd geestelijke. Hij werd in 1449 proost van het klooster in Jechaburg en in 1451 kanunnik in Würzburg en Halberstadt. Twee jaar later werd hij gekozen tot kanunnik in Keulen. In 1463 werd hij met steun van domproost Johann Rode de Oudere door het domkapittel verkozen tot aartsbisschop van Bremen. Met het aartsbisdom was ook het bestuur een groot wereldlijk gebied verbonden: het prins-aartsbisdom Bremen. Drie jaar later werd Hendrik nog verkozen tot bisschop van Münster, eveneens een aanzienlijk prinsbisdom. Hendriks kandidatuur in Münster werd gesteund door hertog Johan I van Kleef, de machtigste wereldlijke heerser in het Nederrijngebied. Na de laatste verkiezing verhuisde Hendrik zijn hofhouding naar Münster.
De regering van Hendrik werd beheerst door verschillende gewapende conflicten. In 1476 bevestigde Paus Sixtus IV de rechten van Bremen op Dithmarschen. Koning Christiaan I van Denemarken moest zijn aanspraken op het gebied voorlopig opgeven. In 1474 nam Hendrik deel aan een coalitie tegen hertog Karel de Stoute van Bourgondië, die het Beleg voor Neuss had geslagen. Daarnaast streed hij tegen de graven van Oldenburg. Hendrik wist in 1482 het Graafschap Delmenhorst te veroveren op de graven van Oldenburg. De rechten van het aartsbisdom Bremen op Delmenhorst droeg Hendrik over aan het bisdom Münster. Bij de strijd om Delmenhorst sneuvelden twee van Hendriks broers: Hendrik XXVIII in 1481 en Günther XXXVIII in 1484. Hendrik verloor zijn strijd tegen graaf Edzard I van Oost-Friesland en moest uiteindelijke de Münsterse aanspraken op Emden opgeven.
Als bisschop ondersteunde Hendrik het streven naar hervormingen in het kloosterleven.
Hendrik stierf in 1496 tijdens een campagne in Oost-Friesland. Zijn lichaam werd bijgezet in de Dom van Münster.